# Lastivka, Turka
Lastivka (în ucraineană Ластівка) este localitatea de reședință a comunei Lastivka din raionul Turka, regiunea Liov, Ucraina.

## Demografie
Componența lingvistică a localității Lastivka
     Ucraineană (100%)
Conform recensământului din 2001, toată populația localității Lastivka era vorbitoare de ucraineană (100%).